# Ганкин, Леонид Эммануилович
Леони́д Эммануи́лович Га́нкин (род. 7 декабря 1955, Москва) — советский и российский журналист, филолог-африканист, автор более 20 научных публикаций и более 1000 статей в СМИ. Отец — Ганкин, Эммануил Берович.

## Биография
Окончил Институт стран Азии и Африки при МГУ им. М. В. Ломоносова по специальности «языки и литература Африки» (1978) и аспирантуру ИСАА при МГУ (1981). В 1982 году защитил кандидатскую диссертацию на тему «Глагольная система тиграйского языка».
С 1982 по 1995 гг. с перерывом на загранкомандировку (см. ниже) работал в Институте востоковедения АН СССР (впоследствии — РАН) в качестве младшего, затем — старшего научного сотрудника и, наконец, заведующего отделом литератур стран Азии и Африки. Автор монографии «Чёрная Африка: история в художественной литературе» (в соавт. с Е. Б. Туевой) и статей по культуре и литературе Африки (см. список научных публикаций).
С 1987 по 1989 гг. работал заведующим курсами русского языка в Советском культурном центре в Кампале (Уганда).
В мае 1995 года стал обозревателем международного отдела газеты «Московские новости», откуда через два года перешёл в газету «Коммерсантъ», где проработал до сентября 2011 года — последние 6 лет в качестве заведующего отделом внешней политики.
С 2011 по 2017 год занимал разные должности в Фонде «Сколково», в том числе директора по работе со СМИ, руководителя управления по связям с международными СМИ.
В 2018 году вернулся в «Коммерсантъ» на должность заведующего отделом внешней политики, где и работает по настоящее время.
Внештатный автор журнала «Русский пионер». Член Союза журналистов России.

## Научные и литературно-критические публикации
- Ганкин Л. Э., Туева Е. Б. Чёрная Африка: история в художественной литературе. М.: Наука, 1992
- Ганкин Л. Э. Массовая литература Восточной Африки: два уровня культурного потребления.- Массовая литература в странах Азии и Африки. М., 1985, с. 67-88.
- Ганкин Л. Э. Массовая литература в странах Тропической Африки.- Народы Азии и Африки, 1985, N 5, с. 55-64.
- Ганкин Л. Э. Формирование суахилийской литературной системы/ Литературные жанры в современной литературе/.- Современные литературы стран Азии и Африки. М. 1988, с. 201—217.
- Ганкин Л. Э., Туева Е. Б. В поисках африканской самобытности /Африканская критика об англоязычных литературах Тропической Африки/.- Литературная уритика стран зарубежного Востока и её роль в развитии общественной и эстетической мысли. М., 1988, с. 76-92.
- Ганкин Л. Э. Становление современной литературы на языке суахили.- Народы Азии и Африки, 1987, N 3, с. 56-66.
- Ганкин Л. Э. Суахилийский «массовый» роман. Жанровые особенности и проблемы метода.- Взаимодействие культур и литератур Востока и Запада. Вып. 2, М.: Всесоюзный центр наук о человеке — ИМЛИ им. М. Горького, 1992, с.294-302.
- Ганкин Л. Э. Массовая культура и культурное развитие в странах Тропической Африуи. — Культура и политика в странах Азии и Африки. М., 1986, с. 90-106.
- Ганкин Л. Э. Суахилийская литература 1917—1945 гг. — История Всемирной литературы, Т.9
- Ганкин Л. Э., Туева Е. Б. На грани двух миров: проблема взаимодействия культур в англоязычной литературе Африки. Обзор африканской литературной критики 70-х — 80-х годов. — Современная художественная литература за рубежом, 1984, N 2.
- Ганкин Л. Э., Туева Е. Б. Детская литература Ганы. Обзор. — Совр. худ. лит-ра за рубежом, 1984, N 3.
- Ганкин Л. Э. Пропуск в счастливую жизнь. Обзор просветительной литературы на языке суахили. — Совр. худ. лит-ра за рубежом, 1984, N 6.
- Ганкин Л. Э. /Рец. на:/ Али С. Кето. Не печалься, сестра! — Совр. худ. лит-ра за рубежом, 1985, N 3.
- Ганкин Л. Э. /Рец. на:/ Адам Шафи Адам. Кули. — Совр. худ. лит-ра за рубежом, 1983, N 3.
- Ганкин Л. Э. /Рец. на:/ Томас Акаре. Трущобы. — Совр. худ. лит-ра за рубежом, 1983, N 5.
- Ганкин Л. Э. /Рец. на:/ Хильда Бернстайн. Борьба не бывает без жертв. — Совр. худ. лит-ра за рубежом, 1984, N 5.
- Ганкин Л. Э., Туева Е. Б. Уганда. Обзор книг для детей. — Совр. худ. лит-ра за рубежом, 1984, N 3.
- Ганкин Л. Э. /Рец. на:/ Стивен Мпофу. Тени на горизонте. — Совр. худ. лит-ра за рубежом, 1987, N 1.
- Ганкин Л. Э. /Рец. на:/ Патрик Кифуа, Ну и молодежь. — Суфлер, 1991, N 2-3.
- Ганкин Л. Э. /Рец. на:/ Сэм Калисизо. Государственный служащий. — Совр. худ. лит-ра за рубежом, 1990, N 2.
- Ганкин Л. Э. Южноафриканская республика: книги серии «Африкасаут Пейпербэкс». — Диапазон. Вестник иностранной литературы, 1991, N 2.
- Ганкин Л. Э. Зимбабве: старые и новые имена. Обзор. — Диапазон. Вестник иностранной литературы, 1991, N 2.
- Ганкин Л. Э. /Рец. на:/ Атол Фугард. Мои дети! Моя Африка! — Суфлер. Журнал зарубежной драматургии. 1993, N 4.

## Переводы
- Адам, Адам Шафи. Кули. Усадьба господина Фуада. Повести/пер. с суахили Л. Ганкина. М.: Радуга, 1986.
- Эфиопские сказки/Вступление и перевод Л. Э. Ганкина. — Азия и Африка сегодня, 1986, N 12